# Pabstiella determannii
Pabstiella determannii là một loài thực vật có hoa trong họ Lan. Loài này được (Luer) F.Barros mô tả khoa học đầu tiên năm 2002.